# Spooraansluiting

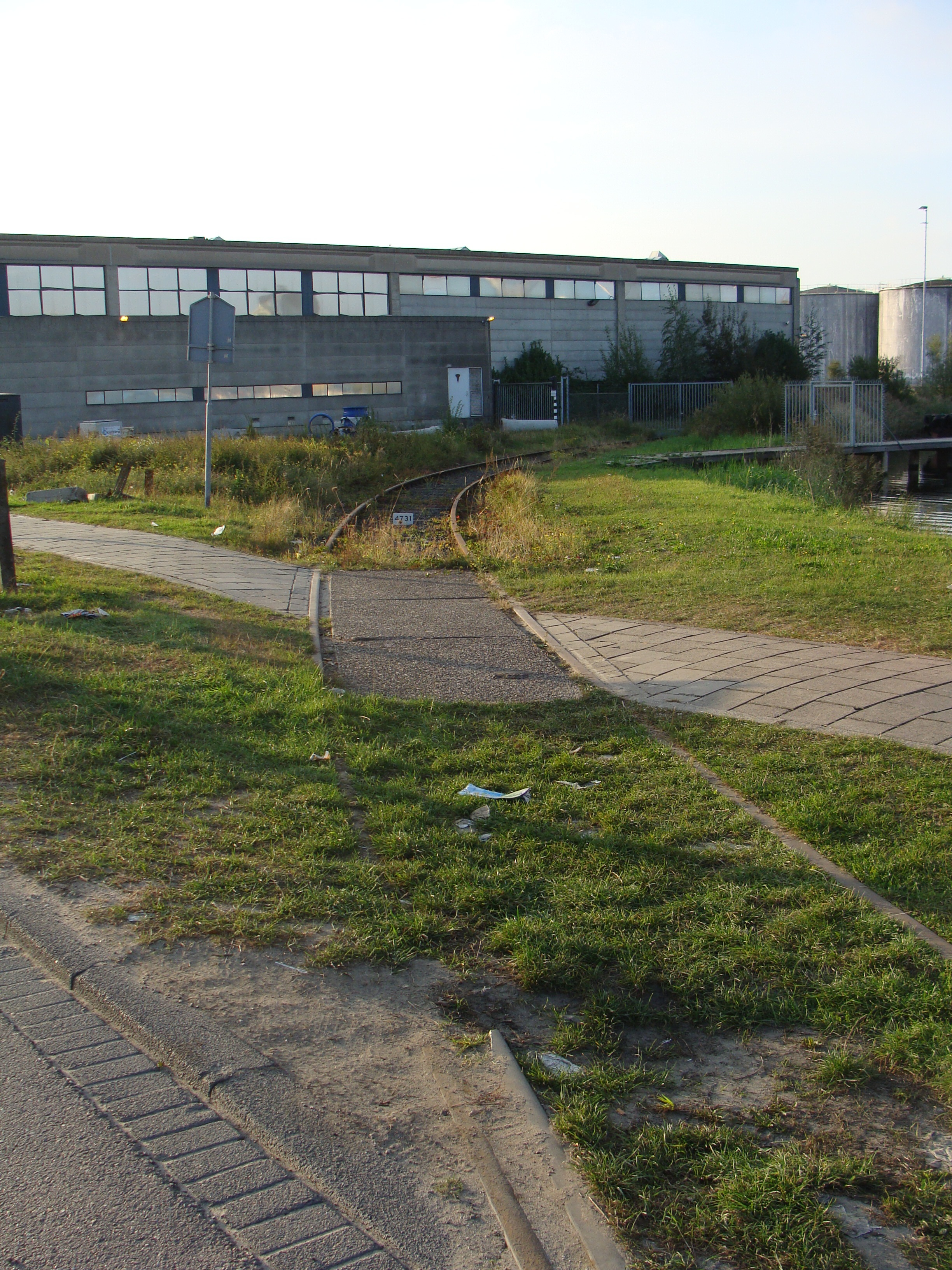
Een niet meer gebruikte spooraansluiting in het Westelijk Havengebied van Amsterdam.

Een spooraansluiting is de spoorwegverbinding tussen een bedrijfsspoorweg en het openbare spoorwegnet. Goederenwagons worden via een spooraansluiting naar een bedrijfsterrein gereden om daar geladen of gelost te worden. Het is mogelijk een bedrijfsterrein af te sluiten met een hek over het spoor. 
Waar nodig worden meerdere bedrijfsspoorwegaansluitingen via een stamlijn aan het openbare spoorwegnet verbonden.
Spooraansluitingen in Nederland zijn eigendom van Strukton Rail Short Line. Dit bedrijf beheert en onderhoudt ruim 130 kilometer spoor en 391 wissels bij ongeveer 100 bedrijven in Nederland.

## Noot
1. ↑  Tot 3 juli 2015 waren de spooraansluitingen in handen van "NS Spooraansluitingen".